# Fredrik Bogislaus Björkenstam
Fredrik Bogislaus Björkenstam, född 17 augusti 1858 i Simtuna församling, Uppland, död 13 april 1913 i Klara församling, Stockholm, var en svensk militär och jägmästare.
Fredrik Bogislaus Björkenstam var son till ryttmästaren Fredrik August Björkenstam och Augusta Björkenstam, blev elev vid Uppsala högre allmänna läroverk 1870 och avlade mogenhetsexamen där 1876. Han blev efter faderns död 1872 adelsman. Björkenstam var elev vid Karlberg 1879–1880, blev underlöjtnant vid Vendes artilleriregemente 1880, studerade vid artilleri- och ingenjörhögskolan 1882–1884 och befordrades till löjtnant 1884. Han blev 1892 chef för AB Stockholms expressbyrå, löjtnant vid Wendes artilleriregementes reserv samma år och kapten i armén 1894. Björkenstam var mycket jaktintresserad, från 1900 ledamot av kungens jaktklubb, där han 1902 blev sekreterare och 1903 ledamot av styrelsen. Han intresserade sig i första hand för fågeljakt med stående hund, även om han prövade på de flesta jaktformer. 1901 företog han en jaktresa till Kaukasien och vintrarna 1903 och 1904 jagade han björn i Karelen, jakter som han sedan kom att skildra olika jakttidskrifter. Björkenstam blev 1906 hovjägmästare och 1907 ordförande i Svenska jägarförbundets Stockholmsavdelning samt senare samma år förbundets skattmästare. Under 1907 ordnade han även den svenska avdelningen för jakt på Sport- och turistutställningen i Berlin. Under perioden 1909–1912 tjänstgjorde han åter med kaptens grad i armén som löjtnant i Wendes artilleriregementes reserv. Björkenstam var även kommissarie för svenska jaktutställningen i Wien 1910 och för svenska turistutställningen i Wien 1911.

## Utmärkelser
- Riddare av Svärdsorden 1903
- Riddare av Vasaorden 1904
- Erhöll Deras Majestäter Konung Oscar II:s och Drottning Sofias guldbröllopsminnestecken 1907
- Kommendör av Vasaorden, 2:a klass 1911